# Magallanes, Veracruz
Magallanes är en ort i Mexiko.   Den ligger i kommunen Tatahuicapan de Juárez och delstaten Veracruz, i den sydöstra delen av landet, 500 km öster om huvudstaden Mexico City. Magallanes ligger 308 meter över havet och antalet invånare är 298.
Terrängen runt Magallanes är varierad. Runt Magallanes är det ganska tätbefolkat, med 56 invånare per kvadratkilometer. Närmaste större samhälle är Tatahuicapan, 13,4 km söder om Magallanes. Omgivningarna runt Magallanes är en mosaik av jordbruksmark och naturlig växtlighet.